# Gomeisa
Gomeisa (β Canis Minoris / β CMi / 3 Canis Minoris) és el segon estel més brillant de la constel·lació del Ca Menor, darrere de Proció (α Canis Minoris). De magnitud aparent +2,89, es troba a 170 anys llum de distància del Sistema Solar.

## Nom
El nom de Gomeisa prové de l'àrab al-ghumaisa i significa «la de l'ull lleganyós» o «la que plora». La història es refereix a una germana que plora en quedar enrere quan Canopus i Sirius corren al sud per salvar les seves vides.
Altres noms menys utilitzats que rep aquest estel són Algomeyla —com apareix en les Taules alfonsines— i Gomelza. Ocasionalment ha estat cridada Al Gamus i Al Murzim, títol que rep β Canis Majoris.

## Característiques físiques
Gomeisa és un estel calent blanc-blavós de tipus espectral B8Veu, amb una temperatura efectiva de 11.500 K. Unes 250 vegades més lluminós que el Sol, el seu diàmetre és quatre vegades major que el solar. Com altres estels afins, Gomeisa té una elevada velocitat de rotació, d'almenys 250 km/s, 125 vegades major que la del Sol. Atès que podem estar mirant més cap als pols de l'estel que cap al seu equador, la velocitat pot ser bastant major. Els estels la temperatura dels quals és superior a 6500 K, com és el cas de Gomeisa, rotan molt de pressa, mentre que els estels la temperatura dels quals és inferior, com el Sol, rotan molt més a poc a poc. En aquest últim cas, l'existència d'un camp magnètic fa que la velocitat de rotació vagi disminuint amb el temps.
La ràpida rotació genera un disc de matèria entorn de l'estel que emet radiació, estant classificada com una estrella Be, igual que γ Cassiopeiae o Alcíone (η Tauri). El diàmetre del disc —la grandària del qual ha estat mesurat directament— és gairebé quatre vegades major que el de l'estel. Igual que Nunki (σ Sagittarii) o Adhara (ε Canis Majoris), està envoltada per un fi núvol de gas i pols interestel·lar escalfat per la radiació que emet l'estel.
Gomeisa és un estel lleugerament variable del tipus Gamma Cassiopeiae. La seva lluentor varia entre magnitud +2,84 i +2,92.